# جمینای ۳

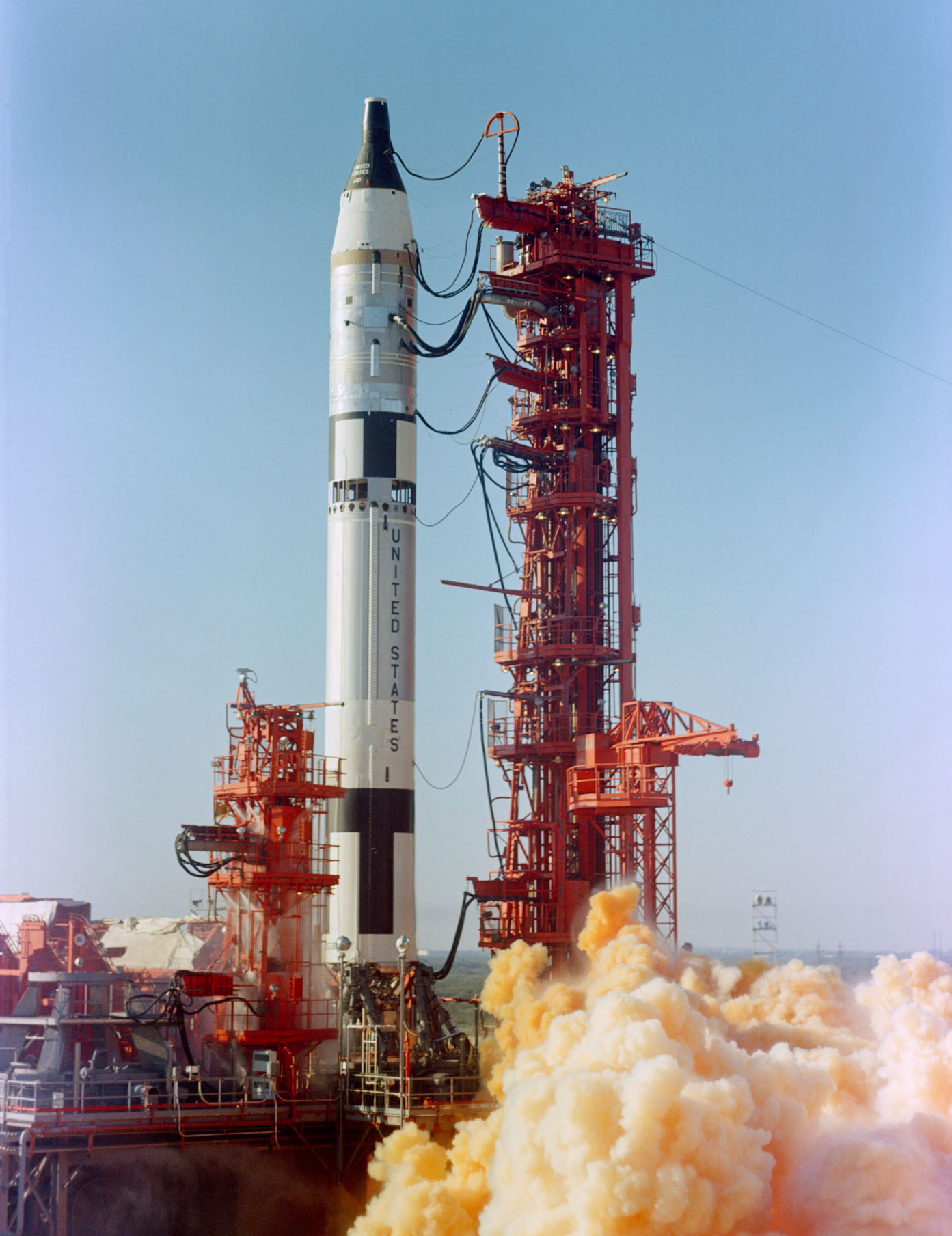
فضاپیمای جمینای ۳ در حین برخاستن

جمینای ۳ (به انگلیسی: Gemini 3) یکی از پروژه‌های فضایی ناسا بود.
این مأموریت ناسا در سال ۱۹۶۵ بوقوع پیوست، و دو فضانورد داشت.